# Oxyodes tanymekes
Oxyodes tanymekes là một loài bướm đêm trong họ Noctuidae.